# Antonio de Nigris
Antonio De Nigris Guajardo,[carece de fontes?] mais conhecido como de Nigris (Monterrey, 1 de abril de 1978 — Larissa, 15 de novembro de 2009), foi um futebolista mexicano que atuava como atacante.
Foi o irmão mais velho do também atacante Aldo de Nigris, este atualmente defende o Monterrey.

## Carreira
Jogou nos times de Monterrey, América e Pumas UNAM no México, inclusive pela Seleção Mexicana nos anos de 2001 e 2002.
Possuía habilidade em outras modalidades esportivas, como a força adquirida no futebol americano e a mobilidade no tênis. A sua opção definitiva no futebol foi em 2000 com o incentivo de um ex-zagueiro do Botafogo, auxiliar técnico do Monterrey, do México, Gonçalves.
Atuou ainda na Espanha, pelo Villarreal e pelo Poli Ejido, e ainda na Colômbia, pelo Once Caldas.
Após sua passagem pelo futebol espanhol, retornou à América do Sul, onde conquistou a Copa Libertadores da América 2004 pelo Once Caldas.
Em 2006, é anunciado para reforçar, no Brasil, o time do Santos, com uma pequena confusão com o seu irmão mais novo, também atacante no futebol, Aldo de Nigris. Em sua passagem pelo Santos, de Nigris se tornou o primeiro mexicano a vestir a camisa do clube, permanecendo por apenas alguns meses e marcando um gol em duas partidas.
Em 2009, passou pelo Ankaragücü no primeiro semestre. Após a morte de de Nigris, alguns jornalistas esportivos publicaram a informação de que o mexicano teria sido liberado pelo Ankaragücü, em Junho de 2009, exatamente pelo fato de ter sido constatado um problema cardíaco em exames de rotina do clube turco. Sua licença da Federação Turca de Futebol foi então cancelada, e por isso de Nigris teria se mudado para o futebol grego.
Trocou o clube turco pelo Larissa, da Grécia, em Junho de 2009, no início da temporada 2009/10, tendo entrado em campo em apenas sete partidas pela equipe na Super League Greece.
O Larissa foi o último clube de sua carreira, encerrada tragicamente aos 31 anos, após falecer devido a um infarto agudo do miocárdio.

### Seleção nacional
de Nigris defendeu o México em 16 partidas, inclusive durante a Copa América 2001, marcando quatro gols.
Marcou seu primeiro gol pela seleção nacional contra o Brasil, numa partida que terminou empatada por 3 a 3, em 7 de março de 2001.

## Morte
de Nigris faleceu no dia 15 de novembro de 2009, quando jogava pelo Larissa. O mexicano foi vítima de um infarto agudo do miocárdio, enquanto dormia.
O ex-jogador foi levado às pressas para um hospital nas primeiras horas da madrugada de segunda-feira (16) após sentir-se mal, mas sua morte foi anunciada pouco depois pela equipe médica, que anunciou o falecimento de de Nigris antes mesmo de chegar ao hospital da cidade de Lárissa.
Em nota oficial no site da equipe grega, foi publicado que "A família do Larissa lamenta no dia de hoje a trágica morte do mexicano de 31 anos, Antonio de Nigris", e ainda que "É com grande pesar que a administração, a comissão técnica, os jogadores e a diretoria do clube declaram seus pêsames para sua família, em especial à sua esposa Sonia e sua filha de cinco anos, Miranda". "A autópsia será feita no hospital de Lárissa, para descobrir a causa oficial de sua morte", conclui a nota.
Em 16 de novembro de 2009, Jorge Urdiales, presidente do Monterrey, confirmou que de Nigris faleceu realmente de um infarto agudo do miocárdio.
Antonio de Nigris deixou a esposa, Sonia, e uma filha, Miranda.

### A Maldição de Ramsey
Há também quem acredite que de Nigris morreu com a maldição de Ramsey.
É uma teoria que liga os gols do jogador de futebol Aaron Ramsey a mortes de celebridades. A história começou a criar forma com a morte do terrorista Osama bin Laden, em 2011, um dia após Ramsey, que defende o Arsenal, da Inglaterra, marcar contra o Manchester United. Cinco meses depois, Steve Jobs morreu na mesma semana em que Ramsey fez um golaço contra o Tottenham. Desde então, a imprensa inglesa entrou em fervor e começou a prestar atenção. Em 2012, foi a vez da cantora Whitney Houston. Em 2013, do ator Paul Walker. Em 2014, do também ator Robin Williams. Todos morreram dias (ou horas) após um gol de Ramsey.
Antonio de Nigris morreu dia 15 de novembro de 2009 e Ramsey fez o gol dia 15 de novembro de 2009.

## Estatísticas

### Gols pela seleção nacional
| #  | Data                 | Local                    | Adversário | Placar | Resultado | Competição      |
| -- | -------------------- | ------------------------ | ---------- | ------ | --------- | --------------- |
| 1. | 7 de março de 2001   | Guadalajara, México      | Brasil     | 3–3    | Empate    | Amistoso        |
| 2. | 25 de março de 2001  | Cidade do México, México | Jamaica    | 4–0    | Vitória   | Elim. Copa 2002 |
| 3. | 23 de agosto de 2001 | Veracruz, México         | Libéria    | 5–4    | Vitória   | Amistoso        |